# 3730 Hurban
3730 Hurban (1983 XM1) là một tiểu hành tinh vành đai chính được phát hiện ngày 4 tháng 12 năm 1983 bởi Antal, M. ở Piszkesteto.